# سولنیتسه
سولنیتسه (به چکی: Solenice) یک منطقهٔ مسکونی در جمهوری چک است که در ناحیه پریبرام واقع شده‌است.